# Veliki Vrh (Zsumberk)
 Veliki Vrh  falu Horvátországban Zágráb megyében. Közigazgatásilag Zsumberk községhez tartozik.

## Fekvése
Zágrábtól 44 km-re délnyugatra, községközpontjától Kostanjevactól 4 km-re északnyugatra a Zsumberki-hegységben a község középső részén fekszik. Településrészei: Hranilovići és Tomašići.

## Története
1830-ban 6 házában 96 lakos élt. 1857-ben 106-an lakták. 1910-ben 162 lakosa volt. Trianon előtt Zágráb vármegye Jaskai járásához tartozott. A falunak 2011-ben 14 lakosa volt. Lakói mezőgazdasággal, állattenyésztéssel, szőlőtermesztéssel foglalkoznak. A zsumberki Szent Miklós plébániához tartoznak.

## Lakosság
| Lakosság változása | Lakosság változása | Lakosság változása | Lakosság változása | Lakosság változása | Lakosság változása | Lakosság változása | Lakosság változása | Lakosság változása | Lakosság változása | Lakosság változása | Lakosság változása | Lakosság változása | Lakosság változása | Lakosság változása | Lakosság változása |
| ------------------ | ------------------ | ------------------ | ------------------ | ------------------ | ------------------ | ------------------ | ------------------ | ------------------ | ------------------ | ------------------ | ------------------ | ------------------ | ------------------ | ------------------ | ------------------ |
| 1857               | 1869               | 1880               | 1890               | 1900               | 1910               | 1921               | 1931               | 1948               | 1953               | 1961               | 1971               | 1981               | 1991               | 2001               | 2011               |
| 106                | 147                | 161                | 197                | 171                | 162                | 174                | 186                | 83                 | 101                | 96                 | 83                 | 53                 | 30                 | 22                 | 14                 |

## Külső hivatkozások
- Žumberak község hivatalos oldala
- A Zsumberki közösség honlapja